# 長短期記憶
长短期记忆（英語：Long Short-Term Memory）是一种时间循环神经网络（RNN），论文首次发表于1997年。由于独特的设计结构，LSTM适合于处理和预测时间序列中间隔和延迟非常长的重要事件。
LSTM的表现通常比时间循环神经网络及隐马尔科夫模型（HMM）更好，比如用在不分段连续手写识别上。2009年，用LSTM构建的人工神经网络模型赢得过ICDAR手写识别比赛冠军。LSTM还普遍用于自主语音识别，2013年運用TIMIT自然演講資料庫達成17.7%錯誤率的紀錄。作为非线性模型，LSTM可作为复杂的非线性单元用于构造更大型深度神经网络。
通常情况，一个LSTM单元由细胞单元（cell）、输入门（input gate）、输出门（output gate）、遗忘门（forget gate）组成。

## 历史
1997年，Sepp Hochreiter和于尔根·施密德胡伯提出LSTM。版本包含了cells, input以及output gates。
2014年，Kyunghyun Cho et al.发明了门控循环单元（GRU）。
2016年，谷歌用LSTM进行谷歌翻译。 苹果公司、微软和亞馬遜公司也用LSTM生产产品，例如：iPhone、Amazon Alexa等。中国公司也正在用LSTM。

## 结构

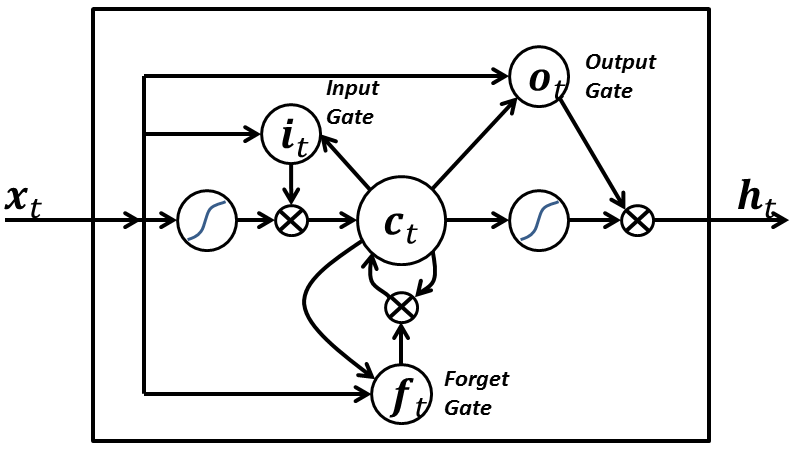
简单LSTM的结构

LSTM是一種含有LSTM區塊（blocks）或其他的一種類神經網路，文獻或其他資料中LSTM區塊可能被描述成智慧型網路單元，因為它可以記憶不定時間長度的數值，區塊中有一個gate能夠決定input是否重要到能被記住及能不能被輸出output。
右圖底下是四個S函數單元，最左邊函數依情況可能成為區塊的input，右邊三個會經過gate決定input是否能傳入區塊，左邊第二個為input gate，如果這裡產出近似於零，將把這裡的值擋住，不會進到下一層。左邊第三個是forget gate，當這產生值近似於零，將把區塊裡記住的值忘掉。第四個也就是最右邊的input為output gate，他可以決定在區塊記憶中的input是否能輸出 。
LSTM有很多个版本，其中一个重要的版本是GRU（Gated Recurrent Unit），根据谷歌的测试表明，LSTM中最重要的是Forget gate，其次是Input gate，最次是Output gate。

## 方程
{\displaystyle {\begin{aligned}f_{t}&=\sigma _{g}(W_{f}x_{t}+U_{f}h_{t-1}+b_{f})\\i_{t}&=\sigma _{g}(W_{i}x_{t}+U_{i}h_{t-1}+b_{i})\\o_{t}&=\sigma _{g}(W_{o}x_{t}+U_{o}h_{t-1}+b_{o})\\c_{t}&=f_{t}\circ c_{t-1}+i_{t}\circ \sigma _{c}(W_{c}x_{t}+U_{c}h_{t-1}+b_{c})\\h_{t}&=o_{t}\circ \sigma _{h}(c_{t})\end{aligned}}}

### 变量
- {\displaystyle x_{t}\in \mathbb {R} ^{d}}: LSTM的input（輸入）
- {\displaystyle f_{t}\in \mathbb {R} ^{h}}: forget gate（遺忘閥）
- {\displaystyle i_{t}\in \mathbb {R} ^{h}}: input gate（輸入閥）
- {\displaystyle o_{t}\in \mathbb {R} ^{h}}: output gate（輸出閥）
- {\displaystyle h_{t}\in \mathbb {R} ^{h}}: hidden state（隱藏狀態）
- {\displaystyle c_{t}\in \mathbb {R} ^{h}}: cell state（單元狀態）
- {\displaystyle W\in \mathbb {R} ^{h\times d}}、{\displaystyle U\in \mathbb {R} ^{h\times h}}、{\displaystyle b\in \mathbb {R} ^{h}}: 訓練中的矩阵，网络学习计算元值

## 训练方法
為了最小化訓練誤差，梯度下降法（Gradient descent）如：應用時序性倒傳遞演算法，可用來依據錯誤修改每次的權重。梯度下降法在循環神經網路（RNN）中主要的問題初次在1991年發現，就是誤差梯度隨著事件間的時間長度成指數般的消失。當設置了LSTM 區塊時，誤差也隨著倒回計算，從output影響回input階段的每一個gate，直到這個數值被過濾掉。因此正常的倒循環類神經是一個有效訓練LSTM區塊記住長時間數值的方法。

LSTM的经典模型

Backpropagation through time、BPTT 

## 应用
- 机器控制[14]
- 時間序列
- 语音识别
- 音乐
- 自然语言处理
- 手写识别
- 生物
- 飞机处理
- 自動駕駛汽車
- 自平衡滑行车
- 电脑游戏
- 动画
- 即時天氣預報（ConvLSTM）